# Cannon Street Railway Bridge
Cannon Street Railway Bridge je most přes řeku Temži v Londýně mezi mosty Southwark Bridge a London Bridge. Je určen pro železniční dopravu do nádraží Canon Street na severním břehu řeky. Původně se jmenoval Alexandra Bridge po Alexandře Dánské, manželce krále Eduarda VII.
Cannon Street Railway Bridge navrhli John Hankshaw a John Wolfe-Barry pro South Eastern Railway. Výstavba trvala tři roky a most byl otevřen roku 1866. Původní most byl tvořen pěti oblouky usazenými na litinových dórských sloupech. Krátce po otevření, v letech 1886 až 1893, byl Francisem Bradym rozšířen a v letech 1979 až 1982 byl renovován. Při této rekonstrukci byly odstraněny některé ornamentální ozdoby a most má od té doby civilnější vzhled.